# Tropicus hanae
Tropicus hanae – gatunek chrząszcza z rodziny różnorożkowatych i podrodziny Heterocerinae.

## Taksonomia
Gatunek ten został opisany w 2002 roku przez Stanislava Skalickiego na podstawie okazów odłowionych w 1997 roku przez Ulfa Dreschela. Epitet gatunkowy nadano na cześć Hany Skalickiej, córki autora.

## Opis
Długość ciała samca wynosi 2,2 mm, a samicy 2,15 mm. Ciało ciemnobrązowe z jaśniejszym, rozproszonym wzorem na przedpleczu i pokrywach oraz jasnobrązowymi odnóżami i żuwaczkami. Labrum wydłużone, gęsto oszczecinione. Żuwaczki ząbkowane, ostro zakończone, z dobrze rozwiniętym zębem przedwierzchołkowym, a u samca z bardzo krótkim wyrostkiem grzbietowym. Czułki 9-członowe, zwieńczone 6-członową buławką. Przedplecze szersze niż długie i tak szerokie jak podstawa pokryw, delikatnie granulowane, wyposażone w żółtawe, krótkie szczecinki. Jego boki słabo zbiegające się ku wierzchołkowi na całej długości. Tarczka spiczasta. Pokrywy podłużne, drobno granulowane, o kilku wgłębieniach barkowych. Łuk strydulacyjny zaznaczony. Golenie przednie z 8 kolcami. Spiculum gastrale Y-kształtne, 0,55 mm długie. Edeagus 0,5 mm długi.

## Rozprzestrzenienie
Gatunek znany wyłącznie z Mistolar w paragwajskim departamencie Boquerón.